# جاكوب أبيل
جاكوب أبيل هو رسام هولندي، ولد في 29 نوفمبر 1680 في أمستردام في هولندا، وتوفي بنفس المكان في 7 مايو 1751.